# Gartneriet PKM
Gartneriet PKM A/S er en dansk producent af Campanula-, Schlumbergera- og Rhipsalidopsisplanter, der markedsføres under mærkerne Fairytale Flowers og Fairytale. Virksomhedens væksthusgartneri er på 50.000 m2 og det er lokaliseret i Søhus i Odense. I 2022 havde de 119 ansatte. 
Poul og Marie Madsen overtog i 1948 et grøntsagsgartneri med fem små drivhuse på i alt 1.500 kvm i Søhus ved Odense. I 1983 oprettede Poul Madsen og sønnen Kristian anpartsselskabet Poul & Kristian Madsen’s Gartneri ApS. Det kendes i dag som PKM og det er ejet af Poul og Kristian Madsen.